# Horningsham
Horningsham – wieś w Anglii, w hrabstwie Wiltshire. Leży 36 km na zachód od miasta Salisbury i 154 km na zachód od Londynu. Miejscowość liczy 418 mieszkańców.